# Irene Prescott
Irene Prescott (sinh ngày 21 tháng 6 năm 1994) là một vận động viên bơi lội người Tonga. Cô đã tham gia cuộc thi tự do 50 mét nữ tại Thế vận hội Mùa hè 2016, nơi cô đứng thứ 61 với thời gian 28,68 giây. Cô không lọt vào bán kết.